# Csertalakos
Csertalakos è un comune dell'Ungheria di 48 abitanti (dati 2001). È situato nella contea di Zala.